# Skogs- och Träfacket
Skogs- och Träfacket var ett fackförbund inom Landsorganisationen i Sverige som bildades 1998 genom en sammanslagning av Svenska skogsarbetareförbundet och Svenska träindustriarbetareförbundet. 
Skogs- och Träfacket hade omkring 55 000 medlemmar som arbetade inom trä- och sågverksindustrin samt inom skogsbruket.
Den 1 juni 2009 gick Skogs- och Träfacket samman med Grafiska Fackförbundet Mediafacket och bildade GS Facket för skogs-, trä- och grafisk bransch.